# Edat antiga
L'edat antiga o antiguitat és el període de la història entre el naixement de l'escriptura i la caiguda de l'Imperi Romà d'Occident el 476, que marca l'inici de l'edat mitjana. És, per tant, el primer període pròpiament històric. El desenvolupament varia moltíssim en funció de la regió estudiada, però a grans trets es pot caracteritzar com l'època de l'especialització social, del naixement de la majoria de ciències i arts actuals i d'una enorme expansió demogràfica que va portar a crear grans imperis. Cal no oblidar que en les mateixes dates un poble pot viure encara en la prehistòria (o protohistòria) i un altre haver-ne evolucionat molt. El règim polític més abundant és la monarquia. Sorgeix el comerç com a tal, amb l'aparició de la moneda i de les grans rutes d'intercanvi.
L'edat antiga conté dues èpoques:
1. Antic Orient, amb l'auge de les primeres civilitzacions a l'Extrem Orient (Xina, Índia) i al Pròxim Orient (Mesopotàmia, Egipte).
2. Antiguitat clàssica, amb el predomini de l'antiga Grècia i Roma.

L'edat antiga és l'època històrica que coincideix amb el sorgiment i desenvolupament de les primeres civilitzacions o civilitzacions antigues. El concepte més tradicional d'història antiga és el de la invenció de l'escriptura, que convencionalment la historiografia ha considerat com a fita que permet marcar el final de la prehistòria i el començament de la història, donada la primacia que atorga a les fonts escrites davant la cultura material, que estudia amb el seu propi mètode l'arqueologia. Altres orientacions procuren atendre'n el sistema social o el nivell tècnic. Recentment, els estudis de genètica de poblacions basats en diferents tècniques d'anàlisi comparativa d'ADN i els estudis d'antropologia lingüística estan arribant a reconstruir, d'una manera cada vegada més precisa, les migracions antigues i la seva herència en les poblacions actuals.
Sigui quin sigui el criteri emprat, coincideixen que, en temps i lloc, uns i altres processos van cristal·litzar en l'inici de la vida urbana (ciutats molt superiors en grandària i diferents dels poblets neolítics en funció), l'aparició del poder polític (palaus, reis), de les religions organitzades (temples, sacerdots), una complexa estratificació social, esforços col·lectius de gran envergadura que exigeixen prestacions de treball obligatori i impostos, i el comerç de llarga distància (tot el que s'ha anomenat «revolució urbana»); nivell de desenvolupament social que per primera vegada es va aconseguir en la Sumèria del IV mil·lenni aC, espai propici per a la constitució de les primeres ciutats estat competitives a partir del substrat neolític que portava ja quatre mil·lennis desenvolupant-se al Creixent Fèrtil. A partir d'aquestes, i de successius contactes (tant pacífics com invasions) de pobles veïns (cultures sedentarioagrícoles o nomadoramaderes, que es nomenen tradicionalment amb termes de validesa qüestionada, més propis de famílies lingüístiques que d'ètnies humanes: semites, camites, protoindoeuropeus, etc.), es van anar conformant els primers estats de gran extensió territorial, fins a assolir la mida d'imperis multinacionals.
Processos similars van tenir lloc en diversos moments segons l'àrea geogràfica (successivament, Mesopotàmia, la vall del Nil, el subcontinent indi, Xina, la conca del Mediterrani, l'Amèrica precolombina i la resta d'Europa, Àsia i Àfrica); en algunes zones especialment aïllades, alguns pobles caçadors-recol·lectors actuals encara no haurien abandonat la prehistòria mentre que d'altres van entrar violentament a l'edat moderna o contemporània sota el guiatge de les colonitzacions del segle xvi al xix.

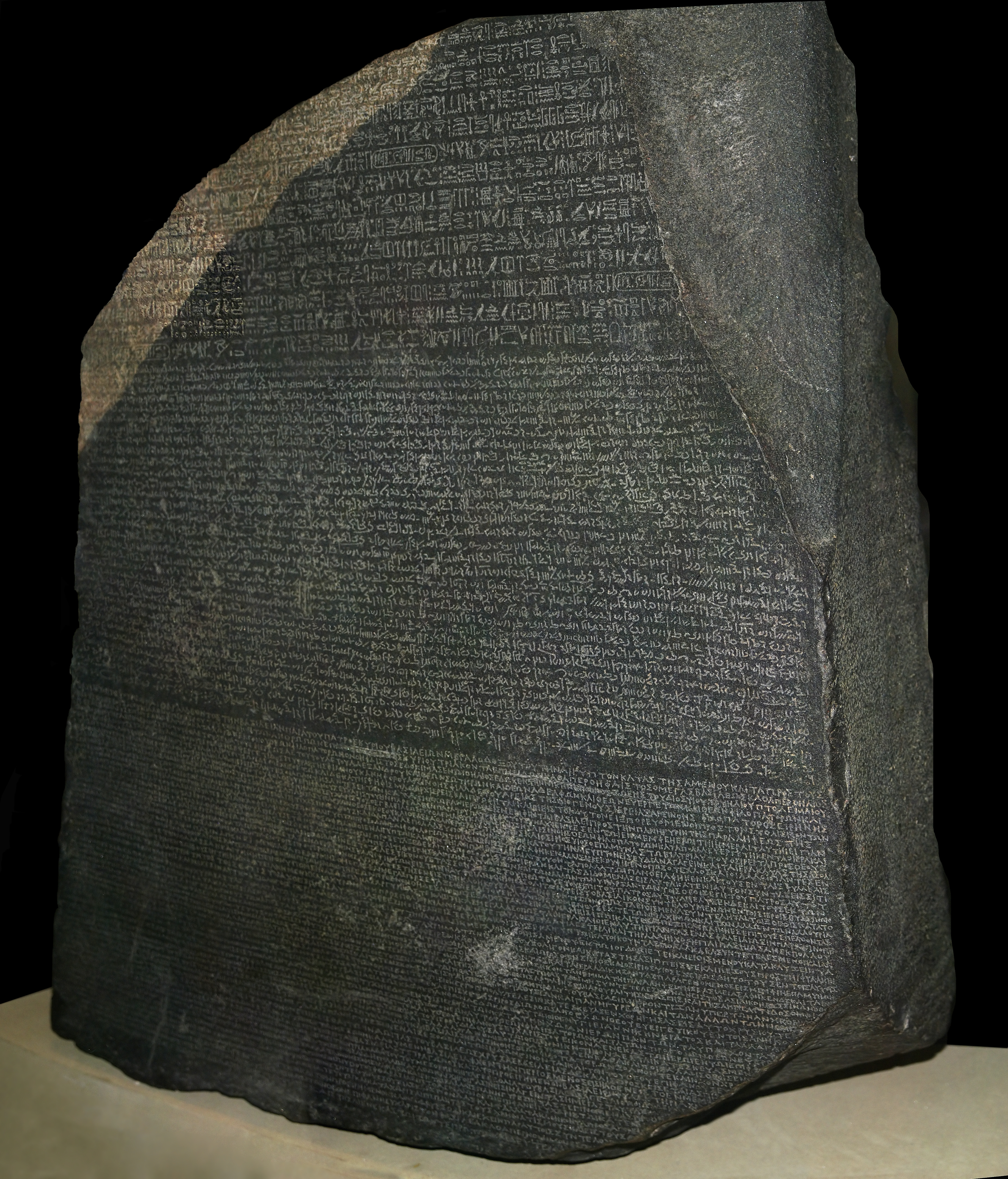
Pedra de Rosetta, singularíssim objecte descobert el 1799, l'estudi del qual va permetre el començament del desxiframent dels jeroglífics egipcis, cosa que va obrir el camí a una història antiga des de nous supòsits metodològics.

Els pobles cronològicament contemporanis a la història escrita del Mediterrani oriental poden ser objecte de la protohistòria, ja que les fonts escrites per romans, grecs, fenicis, hebreus o egipcis, a més de les fonts arqueològiques, permeten fer-ho.
L'antiguitat clàssica es localitza en el moment de plenitud de la civilització grecoromana (segle v aC al segle ii) o, en sentit ampli, en tota la seva durada (segle viii aC al segle V dC). Es va caracteritzar per la definició d'innovadors conceptes sociopolítics: els de ciutadania i de llibertat personal, no per a tots, sinó per una minoria sostinguda pel treball esclau, a diferència dels imperis fluvials de l'antic Egipte, Babilònia, Índia o la Xina, per als quals es va crear la imprecisa categoria de «mode de producció asiàtic», caracteritzades per l'existència d'un poder omnímode en la cúspide de l'imperi i el pagament de tributs per a les comunitats camperoles subjectes a aquest, però de condició social lliure (ja que, encara que hi existeixi l'esclavitud, no representa la força de treball principal).
El final de l'edat antiga en la civilització occidental coincideix amb la caiguda de l'Imperi Romà d'Occident (l'any 476, l'Imperi Romà d'Orient va sobreviure tota l'edat mitjana fins al 1453), encara que tal discontinuïtat no s'observa en altres civilitzacions. Per tant, les divisions posteriors (edat mitjana i edat moderna) poden considerar-se vàlides només per aquella, mentre que la major part d'Àsia i d'Àfrica, i amb molta més claredat Amèrica, són objecte en la seva història d'una periodització pròpia.
Alguns autors culturalistes fan arribar l'antiguitat tardana europea fins als segles VI i VII, mentre que, l'escola "mutacionista" francesa l'estén fins a algun moment entre els segles IX i XI. Diferents interpretacions de la història posen l'accent en qüestions econòmiques (transició del mode de producció esclavista a manera de producció feudal, des de la crisi del segle III); polítiques (desaparició de l'imperi i instal·lació dels regnes germànics des del segle v), o ideològiques, religioses (substitució del paganisme politeista pels monoteismes teocèntrics): el cristianisme -segle IV-, i posteriorment l'islam, [segle vii, filosòfiques (filosofia antiga per la medieval) i artístiques (evolució des de l'art antic -clàssic- cap a l'art medieval, paleocristià i preromànic)].
Les civilitzacions de l'antiguitat són agrupades geogràficament per la historiografia i l'arqueologia en zones en què diferents pobles i cultures van estar especialment vinculats entre si, tot i que les àrees d'influència de cadascuna d'aquestes van arribar en moltes ocasions a interpenetrar-se i a anar molt més lluny, formant imperis de dimensions multicontinentals (l'Imperi persa, el d'Alexandre el Gran i l'Imperi Romà), talassocràcies ('govern dels mars') o rutes comercials i d'intercanvi de productes i idees a llarga distància; encara que sempre limitades pel relatiu aïllament entre si (obstacles dels deserts i oceans), que arriba a ser radical en alguns casos (entre el Vell Món i el Nou Món). La navegació antiga, especialment la naturalesa i extensió de les expedicions que necessàriament van haver de realitzar les cultures primitives de Polinèsia (almenys fins a l'Illa de Pasqua), és un assumpte encara polèmic. En algunes ocasions, s'ha recorregut a l'arqueologia experimental per provar la possibilitat de contactes amb Amèrica des del Pacífic. Altres conceptes d'aplicació discutida són la prioritat del difusionisme o del desenvolupament endogen per a determinats fenòmens culturals (agricultura, metal·lúrgia, escriptura, alfabet, moneda, etc.) i l'aplicació de l'evolucionisme en contextos arqueològics i antropològics.

## Antic Orient
En l'antic Orient és on va sorgir l'escriptura i, amb aquesta, la història pròpiament dita. La cultura es va centrar sobretot a les valls dels grans rius de l'Àsia (com ara el riu Groc, el Ganges, el Tigris i l'Eufrates) i al Nil.
Tant els països de l'Extrem Orient (Índia, Tibet, Xina) com els del Pròxim Orient (Egipte, Imperi Persa, Mesopotàmia) van desenvolupar una gran varietat de cultures, amb molts idiomes (i sistemes d'escriptura), religions, sistemes polítics, etc.

## Creixent fèrtil

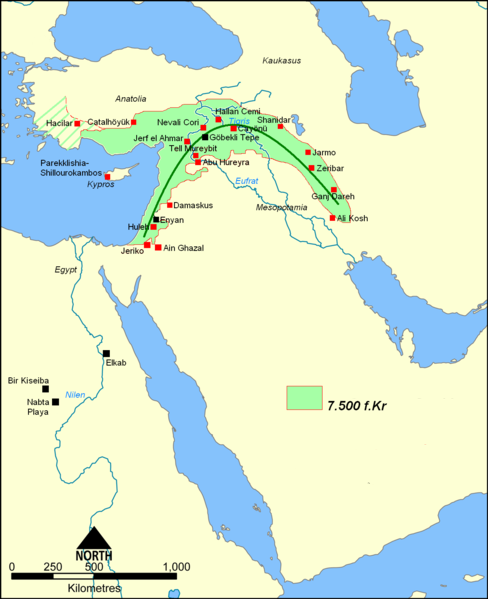
El «Creixent fèrtil»

El Creixent fèrtil és una regió històrica del Pròxim Orient que abastava part dels territoris de l'antic Egipte, el Llevant i Mesopotàmia. Es considera que fou el lloc on començà la revolució neolítica a Occident. El terme va ser creat per l'arqueòleg James Henry Breasted (Universitat de Chicago). Per extensió, també se li dona aquesta denominació a altres territoris on va aparèixer l'agricultura i la ramaderia. Així, s'anomena Creixent fèrtil els altiplans mexicans (cultura del panís) o certes regions la Xina (cultura de l'arròs) o de l'Àfrica subsahariana (cultura del sorgo). Són unes terres banyades pels rius Nil, Jordà, Tigris i Eufrates i d'una extensió de 400-500.000 quilòmetres quadrats. La regió comença a la riba oriental de la Mediterrània fins al nord del desert de Síria, i des d'Al-Jazira i Mesopotàmia fins al golf Pèrsic, en part dels actuals estats d'Egipte, Israel, Cisjordània, la Franja de Gaza, el Líban, Síria, l'Iraq, el sud-est de Turquia i el sud-oest de l'Iran. Es calcula que la població neolítica era d'uns 40 o 50 milions de persones. Testimonis de la remota activitat humana són la Cova de Kebara, a Israel, i altres restes de cultures caçadores-recol·lectores nòmades del Plistocè i semisedentàries de l'Epipaleolític. La zona occidental dels voltants del riu Jordà i al nord de l'Eufrates -amb ciutats com Jericó- van donar lloc a la primera cultura neolítica datada al voltant del 9000 aC.
Aquesta regió, juntament amb la Mesopotàmia definida a l'est del creixent, entre els rius Tigris i Eufrates, van amalgamar una complexa realitat de cultures d'ençà de l'edat del bronze, fet pel qual la zona ha rebut el nom de Bressol de la civilització. Des de l'edat de bronze, la zona de conreu s'ha anat ampliant a causa de l'extensió del regadiu, en una zona de condicions severes de calor i salinitat edafològica. L'afavoriment en l'aparició de l'agricultura en el creixent es creu deguda no sols a la fàcil irrigació pels rius de la zona, sinó també a una bondat climàtica que va afavorir el creixement de plantes anuals, de llavors comestibles i amb una major productivitat al llarg de les estacions que no pas les plantes perennes. Al creixent, hi van coincidir les avantpassades espècies neolítiques més importants: el blat, l'ordi, el lli, el cigró, el pèsol, la llentia i d'altres, així com les cinc espècies d'animals domesticats més importants: la vaca, la cabra, l'ovella, el porc i el cavall.

## Mesopotàmia

Expansió aproximada de l'Imperi Neobabilònic durant el regnat de Nabonid (556-539 aC).

Mesopotàmia (Mesopotamia, 'Μεσοποταμία', "terra entre dos rius") és l'antiga denominació de la regió situada entre l'Eufrates i el Tigris, que era dividida en dues parts: la Baixa Mesopotàmia, entre el golf Pèrsic i el punt on els dos rius s'acostaven a la mínima distància, anomenada sovint Babilònia o Sumer, i l'Alta Mesopotàmia, on es va desenvolupar la civilització semita d'accàdia (Accad) i posterior d'Assíria, la civilització hurrita amb el regne de Mitanni, i va florir després el regne d'Assíria. Amb els perses, va formar les satrapies de Babilònia i Assíria (Baixa i Alta Mesopotàmia), que van continuar en línies generals amb els selèucides, tot i que la seva administració provincial, com la dels parts, és desconeguda. Petits prínceps o caps locals existien dins les comarques, i alguns de l'Alta Mesopotàmia van passar a Armènia vers el segle i aC, mentre d'altres van romandre sota domini part. Armènia va caure sota control de Roma el 65 aC, així com Síria, però la part essencial de Mesopotàmia (Alta i Baixa) va continuar sota domini dels reis parts. En temps de l'Imperi Romà, es dividia en dues parts: l'occidental o Osroene, oscil·lant entre Roma i Pàrtia, i la Mesopotàmia pròpia, de domini part. La regió fou conquerida per Trajà el 115, però abandonada el 117 per Hadrià. Marc Aureli la va reconquerir el 166, si bé només l'Alta Mesopotàmia, a la qual finalment Jovià va renunciar, el 363.
La història de Mesopotàmia està documentada des del 10000 aC al 637 dC (conquesta musulmana). El període més important és, però, del 3100 al 538 aC, durant el qual fou bressol de tres civilitzacions: sumèria, babilònica i assíria. A causa de la seva excel·lent posició geogràfica, que en fa una cruïlla entre el món iranià i la Mediterrània, i de la seva riquesa agrícola, que la converteix en terra de sedentarització, Mesopotàmia fou desitjada sempre pels nòmades (com, per exemple, gutis, amorreus, hurrites, cassites o arameus). A diferència de l'Egipte faraònic, on el nord és obert a les influències estrangeres i el sud és nacionalista i conservador, a Mesopotàmia el nord és unificat, expansionista i conservador, representat pels assiris, i el sud és civilitzat i generador de cultura. El sud, al començament, va ser sumeri, i va ser semititzat després (babilonis, arameus). Hi predominà durant llargs períodes l'organització política de la ciutat estat. Els texts cronològics són més nombrosos i millors que els de l'Egipte faraònic. Això és degut, segurament, al fet que els mesopotàmics eren afeccionats a fer llistes i a catalogar, i al fet que la tauleta d'argila, el seu material d'escriptura bàsic, resultava molt més resistent que no pas el papir dels egipcis. Mesopotàmia es va dividir històricament en dues regions: l'Alta Mesopotàmia o Assíria, situada al nord i habitada pels assiris, i la Baixa Mesopotàmia o Caldea, situada al sud i habitada pels sumeris i accadis. La història política va estar marcada per l'alternança en el poder d'aquests pobles.

## Antic Egipte
L'antic Egipte fou una civilització del nord-est d'Àfrica que es desenvolupà al voltant del curs mitjà i baix del riu Nil, al territori que ara ocupa l'actual estat d'Egipte i el nord del Sudan. La civilització es va constituir cap al 3150 aC, amb la unificació de l'Alt i Baix Egipte sota el primer faraó, i va persistir durant els següents tres mil·lennis. Entre totes les antigues civilitzacions del Pròxim Orient, l'egípcia destaca per llur singularitat; constituïda per poblacions d'origen nord-africà, s'hi van afegir pobles semites procedents de la regió de Síria i Palestina, libis vinguts de l'oest i individus de Núbia, que van descendir Nil avall.
La seva història es divideix en una sèrie de períodes estables ("imperis"), separats per períodes de relativa inestabilitat ("períodes intermedis"). Després de la fi de l'últim imperi, l'Imperi nou, la civilització de l'antic Egipte va entrar en un període d'un lent i constant declivi, durant el qual Egipte va ser conquerit per una successió de poders estrangers. El domini dels faraons s'acabà l'any 31 aC, quan el llavors recent Imperi Romà liderat per Pompeu va conquerir l'Egipte ptolemaic i incorporà el territori com la província romana d'Egipte.

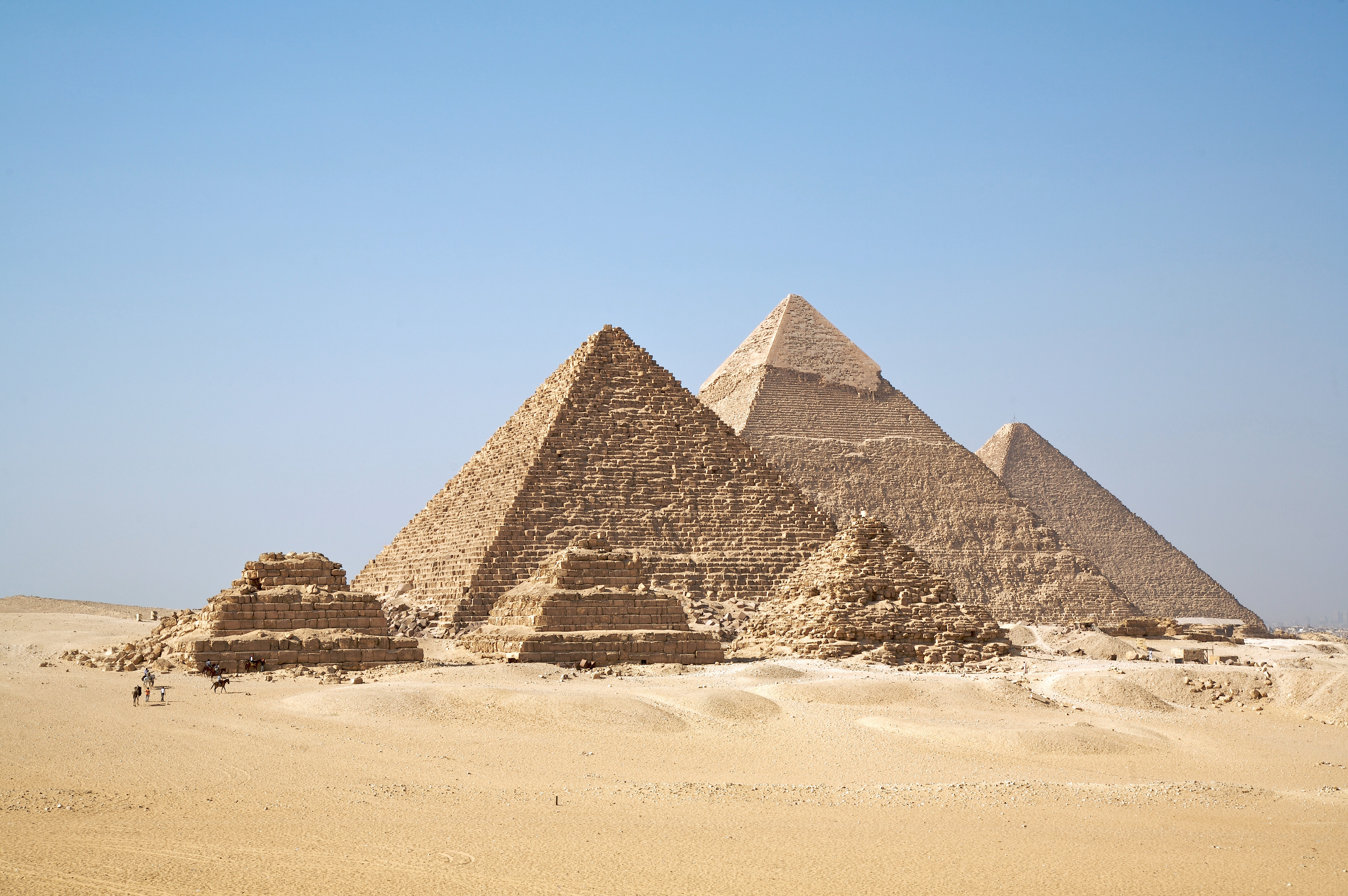
Les piràmides són els símbols més coneguts de la civilització de l'antic Egipte.

La civilització de l'antic Egipte va prosperar adaptant-se a les condicions de la vall del riu Nil. Els antics egipcis van controlar la irrigació d'una vall fèrtil que, en produir excedent de collites, va impulsar un desenvolupament social i cultural. Amb els recursos estalviats, l'administració va invertir en l'explotació mineral de la zona, s'hi va desenvolupar un sistema d'escriptura, es realitzaren construccions col·lectives i projectes agrícoles, s'impulsà el comerç amb les regions veïnes, i es va formar un poderós exèrcit que va consolidar el domini egipci. Exercint un control d'aquestes activitats, hi havia una burocràcia d'escribes d'elit, líders religiosos i administradors sota la jerarquia del diví faraó, que garantia la cooperació i la unitat dels egipcis mitjançant un elaborat sistema de creences religioses.
Entre la gran quantitat de progressos aconseguits, es poden destacar la creació d'un sistema matemàtic, el treball de la pedra, les tècniques d'enginyeria i arquitectura que van facilitar la construcció de piràmides monumentals, temples i obeliscs, així com el desenvolupament d'una activitat artesanal de faiança i vidre, un sistema sanitari pràctic i efectiu, noves formes de literatura, sistemes d'irrigació, tècniques de producció agrícoles i el tractat de pau més antic.
Egipte va deixar un llegat durador. L'art i l'arquitectura van ser imitats per altres pobles, i les ruïnes monumentals que han sobreviscut durant segles han inspirat la imaginació de turistes i escriptors. El descobriment de les antiguitats i diverses excavacions realitzades des dels inicis de l'edat moderna van dirigir l'atenció científica cap a la civilització egípcia i es va despertar un gran interès arreu del món.

### Llegat

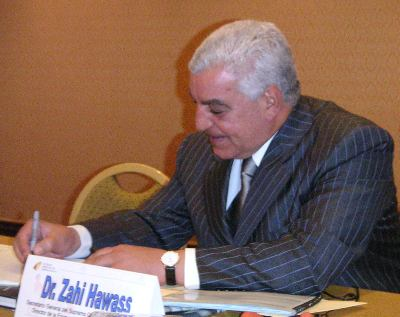
El Dr. Zahi Hawass és l'actual secretari general del Consell Suprem de les Antiguitats Egípcies.

La cultura i els monuments de l'antic Egipte han deixat un darrer llegat al món. El culte de la dea Isis, per exemple, va esdevenir popular a l'Imperi Romà, mentre els obeliscs i altres relíquies es transportaven de camí a Roma. Els romans també importaven materials de construcció d'Egipte per a erigir estructures d'estil egipci. Historiadors antics com Heròdot, Estrabó i Diodor de Sicília van estudiar i escriure sobre la terra que es va veure com un lloc de misteri. Durant l'edat mitjana i el Renaixement, la cultura egípcia pagana estava en decadència després de l'esplendor del cristianisme i l'islam, però l'interès en l'antiguitat egípcia va continuar en els escrits d'estudiosos medievals com Dhul-Nun al-Misri i Ahmad al-Maqrizi.
Als segles xvii i xviii, els viatgers i turistes europeus portaven antiguitats i escrivien històries dels seus viatges, menant a una onada d'egiptomania per tot Europa. Aquest interès renovat va enviar col·leccionistes a Egipte, que van prendre, comprar, o se'ls hi regalaven moltes antiguitats importants. Tot i que l'ocupació colonial europea d'Egipte va destruir una porció significativa del llegat històric de l'estat, alguns estrangers tenien resultats més positius. Napoleó, per exemple, va organitzar els primers estudis en egiptologia quan va portar uns 150 científics i artistes per estudiar i documentar la història natural d'Egipte, que es va publicar en la Descripció de l'Egipte. Al segle xix, el govern egipci i diversos arqueòlegs van reconèixer la importància del respecte i la integritat cultural en les excavacions. El Consell Suprem de les Antiguitats Egípcies ara aprova i vigila totes les excavacions, que són dirigides a trobar informació més que no pas tresors. El consell també supervisa els programes de reconstrucció de museus i monuments dissenyats per preservar el llegat històric d'Egipte.

## Imperi persa
Imperi persa és la denominació convencional per anomenar diversos imperis de l'antiguitat en general i, més pròpiament, pels regits per dinasties perses originades a Pèrsia (Aquemènida i Sassànida). L'imperi mede, l'Imperi Selèucida i l'imperi part van ser estats invasors o ocupants de Pèrsia, no pròpiament perses, encara que n'adoptessin els costums i les tradicions.

## Fenicis

Fenícia.

Els fenicis eren un poble semita sorgit de les migracions dels semites des de Mesopotàmia. Fenícia, la seva terra, era una antiga regió del Pròxim Orient, bressol de la civilització feniciopúnica, que s'estenia al llarg del llevant mediterrani, a la costa oriental del mar Mediterrani. El seu territori comprenia des de la desembocadura del riu Orontes al nord, fins a la badia de Haifa al sud, incloent-hi àrees dels actuals Palestina, Israel, Síria i el Líban, una regió anomenada antigament Canaan, denominació que les engloba molt sovint en les fonts.
El nom ètnic que es donaven els fenicis a si mateixos era kena (animals, «cananeus») o bin Kena ʿ an («fills de Canaan»), i coincideix amb el poble cananeu esmentat en la Bíblia. Els grecs els van anomenar Φοίνικες (phoínikes, «vermells, púrpures»), molt probablement pels apreciats tints de color porpra amb què comerciaven. De phoíniks, va derivar el terme «fenici», que s'aplica més aviat als descendents dels cananeus que habitaven a la franja costanera des de Dor (actual Israel) fins a Arades o Arwad (actual Síria), entre el 1200 aC i la conquesta musulmana. No obstant això, el terme phoíniks pot fàcilment ser una etimologia popular derivada de l'etnònim pōnīm, gentilici de Put. Aquest terme denominava estrictament la regió costanera de Canaan, i molts dels pobles fenicis l'utilitzaven com a sinònim. De pōnīm derivarien també les formes llatines poenus i punicus.
La cultura fenícia és una civilització antiga que no va deixar fermes petjades físiques de la seva existència. El seu lloc geogràfic en la història, és l'actual República Libanesa, i el creixement desproporcionat de les ciutats, així com els freqüents enfrontaments bèl·lics del passat, han dificultat la troballa de restes que revelin la seva cultura material. No obstant això, a diferència d'altres, va deixar un important llegat cultural a les civilitzacions posteriors, entre aquests, crear un important vincle entre les civilitzacions de la mar Mediterrània, els principis comercials i l'alfabet.

## Antiguitat clàssica
L'antiguitat clàssica o Món grecoromà va significar l'origen d'Occident, en contraposició a l'Orient, que havia prevalgut fins llavors. Els grecs i els romans van rebre les influències dels pobles més antics i les van elaborar per fer-ne una creació original (sobretot els grecs).
Encara que la cultura grega va començar abans, la importància política de l'antiga Grècia és resultat de la victòria sobre l'Imperi persa en les guerres mèdiques. Més tard, amb les conquestes d'Alexandre el Gran, la cultura grega es va escampar per gran part del Pròxim Orient, i fins i tot va influir una mica en els països de l'Extrem Orient. Després, els romans van conquerir Grècia i la costa mediterrània del Pròxim Orient, a més de nous territoris al nord dels Alps.

## Antiga Grècia
L'antiga Grècia és el període de la història grega que abasta gairebé un mil·lenni fins al naixement i expansió del cristianisme. Aquest període és considerat per la majoria dels historiadors com el fonament de la cultura de la civilització occidental. La cultura grega va ser una influència molt important de l'Imperi Romà, el qual en portaria la seva versió a diverses parts d'Europa.
La civilització de l'antiga Grècia ha estat molt influent en la llengua, la política, els sistemes educatius, la filosofia, la ciència, l'art i l'arquitectura del món modern, alimentant el Renaixement de l'Europa occidental i els diversos moviments neoclàssics dels segles XVIII i xix, tant a Europa com a Amèrica.
El terme antiga Grècia s'utilitza per descriure el món de parla grega de l'antiguitat. No sols es refereix a la península geogràfica de la Grècia moderna, sinó també a les àrees de la cultura hel·lenística on s'assentarien els grecs: Xipre, les illes de la mar Egea, la costa egea d'Anatòlia, Sicília i el sud de la península Itàlica (àrea coneguda com la Magna Grècia) així com els assentaments costaners de Tràcia, Egipte, Gàl·lia, Ibèria, etc.

## Període hel·lenístic
El període hel·lenístic va començar amb la mort d'Alexandre Magne el 323 aC i va acabar amb l'annexió dels territoris occidentals que ell conqueriria per a Roma. Encara que l'establiment del govern romà no va trencar amb la continuïtat de la societat i cultura hel·lenístiques, que romandrien sense alteració fins al naixement del cristianisme, aquest esdeveniment va marcar la fi de la independència política de Grècia i dels regnes hel·lenístics del Pròxim Orient.
El període hel·lenístic o època hel·lenística (del segle iv aC al segle i aC), llevat dels seus personatges importants com ara Alexandre Magne i Cleòpatra VII, es considera un període de transició, potser fins i tot de declivi o de decadència, entre l'esplendor del període clàssic de Grècia i el poder de l'Imperi Romà, que el succeiria. A més de l'esplendor de les ciutats, com ara Alexandria, Antioquia de l'Orontes i Pèrgam, la importància de l'intercanvi comercial, el mestissatge de cultures, el paper dominant de la llengua grega i la seva difusió, van modificar profundament el Pròxim Orient, que després seria part de l'Imperi Romà.
L'hel·lenisme és el fenomen de difusió de l'esperit grec (llengua i cultura) en l'àmbit del món oriental, difusió que suposa una universalització d'aquesta cultura, vehiculada pel grec com a idioma comú (grec koiné), dins, no obstant això, d'un procés històric de descomposició de l'Imperi macedònic, que passa per les fases de desmembrament, conquesta de Grècia per Roma i el sorgiment de l'Imperi Romà. Aquesta fou una època de profundes transformacions socials.
El període hel·lenístic ha estat definit pels historiadors del segle xix (el terme hel·lenístic va ser utilitzat per primera vegada per l'historiador alemany Johan Gustav Droysen en el seu llibre Geschichte des Hellenismus), a partir d'un criteri lingüístic i cultural, per a referir-se a l'expansió de la cultura grega cap als pobles no grecs que van ser conquerits per Alexandre Magne. D'acord amb Droysen, la civilització hel·lenística va ser la fusió de les cultures de Grècia i el Pròxim Orient, la qual cosa permetria que el cristianisme florís en el futur. Els principals centres culturals es van expandir fora de Grècia, a Pèrgam, Rodes, Antioquia de l'Orontes i Alexandria. Aquest va ser un retrobament de les civilitzacions antigues orientals i gregues que, sovint, s'inclou en allò que els historiadors han anomenat l'Imperi grecoromà. Els límits cronològics del període hel·lenístic són, doncs, convencionals i polítics: comencen amb la conquesta d'Alexandre Magne i acaben amb el suïcidi de l'últim gran sobirà hel·lenístic, la reina d'Egipte, Cleòpatra VII, amb el qual comença la dominació romana.
Les recerques arqueològiques i històriques recents han propiciat una revaloració d'aquest període i especialment dos aspectes característics de l'època: l'existència i el pes dels grans regnes encapçalats per les dinasties d'origen grec o macedoni (làgides, selèucides, antigònides, atàlides, etc.) i també el paper determinant de les centenes de ciutats la importància de les quals, contràriament a la idea estesa per molt de temps, no va declinar.

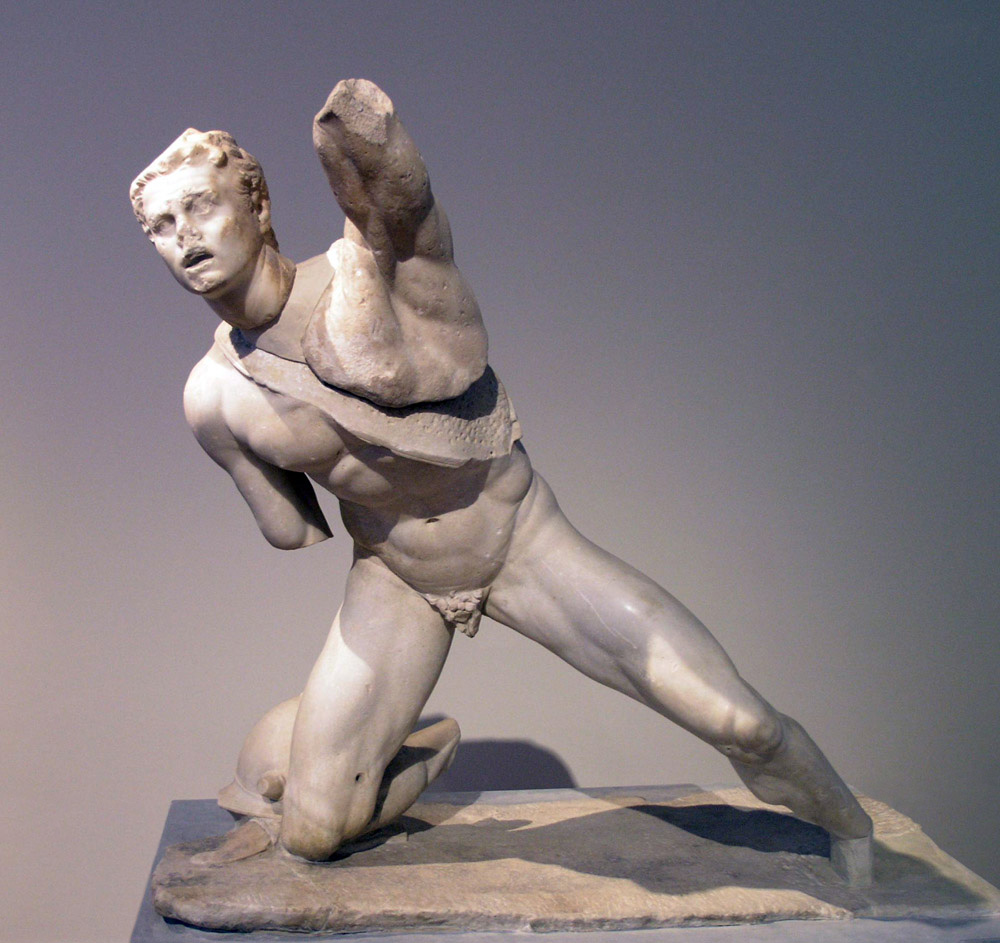
Estàtua de l'art hel·lenístic tardà d'un guerrer gal, on es poden apreciar trets característics com el dinamisme de la postura i les formes musculars ressaltades.

Abarca un període d'abast històricament difús, que comença amb la mort d'Alexandre el Gran (en el 323 aC, any també de la mort d'Aristòtil) i arriba fins finals del segle ii dC. A vegades, s'assigna el començament de l'època hel·lenista als anys de la conquesta de l'imperi persa per Alexandre el Gran i el seu acabament als anys de l'apogeu de l'Imperi Romà, allargant fins i tot el període grecoromà fins a la caiguda de l'Imperi Romà.
Els exèrcits d'Alexandre van conquerir l'Àsia Menor, Egipte, Mesopotàmia, la plana de l'Iran, l'Àsia central i algunes regions de l'Índia. Després de la mort d'Alexandre i d'una lluita per la successió coneguda com les Guerres dels Diàdocs, el 281 aC, s'hi van establir quatre estats territorials: 
- La dinastia ptolemàica a Egipte, amb capital a Alexandria (Egipte ptolemaic).
- La dinastia selèucida a Síria, amb capital a Antioquia de l'Orontes (Imperi Selèucida).
- La dinastia antigònida a Macedònia i la Grècia central (Regne de Macedònia).
- La dinastia atàlida a Anatòlia, amb capital a Pèrgam (Regne de Pèrgam).

Els successors d'Alexandre van controlar el territori a l'oest del Tigris per un temps, i van controlar l'Àsia Menor i el Pròxim Orient fins a l'arribada dels romans els segles II i I aC. La major part del territori oriental va ser pres pels partians, però, la cultura hel·lenística es va conservar en el Regne grecobatrià i el Regne indogrec. La cultura hel·lenística seria la cultura dominant de l'Imperi Romà fins a l'arribada del cristianisme.
Es considera que la fi del període hel·lenístic va ser el 31 aC, data en què el regne ptolemaic d'Egipte va ser derrotat pels romans en la batalla d'Actium.

## Imperi cartaginès
L'Imperi cartaginès o simplement Cartago fou una monarquia i, posteriorment, una república de ciutats estat fenícies del nord d'Àfrica i la península Ibèrica que va durar des del 650 aC, amb la independència de la metròpoli, Tir, fins al 146 aC. Estava més o menys sota el control de la ciutat estat de Cartago, després de la caiguda de Tir en mans de l'Imperi Selèucida. En l'apogeu de la influència de la ciutat, tenia el control de la major part de la Mediterrània occidental. L'imperi estava en un estat constant de lluita amb la república romana, que va donar lloc a una sèrie de Guerres púniques. Al final de la Tercera Guerra púnica, Cartago va ser destruïda i ocupada per les forces de la República romana i gairebé tot l'imperi va caure en mans romanes.

## Guerres púniques
Les Guerres púniques són les tres guerres que van fer els romans amb els cartaginesos (o púnics). La política expansiva dels cartaginesos cap a l'Occident fou dirigida per la família dels bàrquides: Amílcar Barca, Asdrúbal i, sobretot, Hanníbal. Però aleshores, la nova potència que s'havia creat a l'Occident, Roma, els barrà el pas.

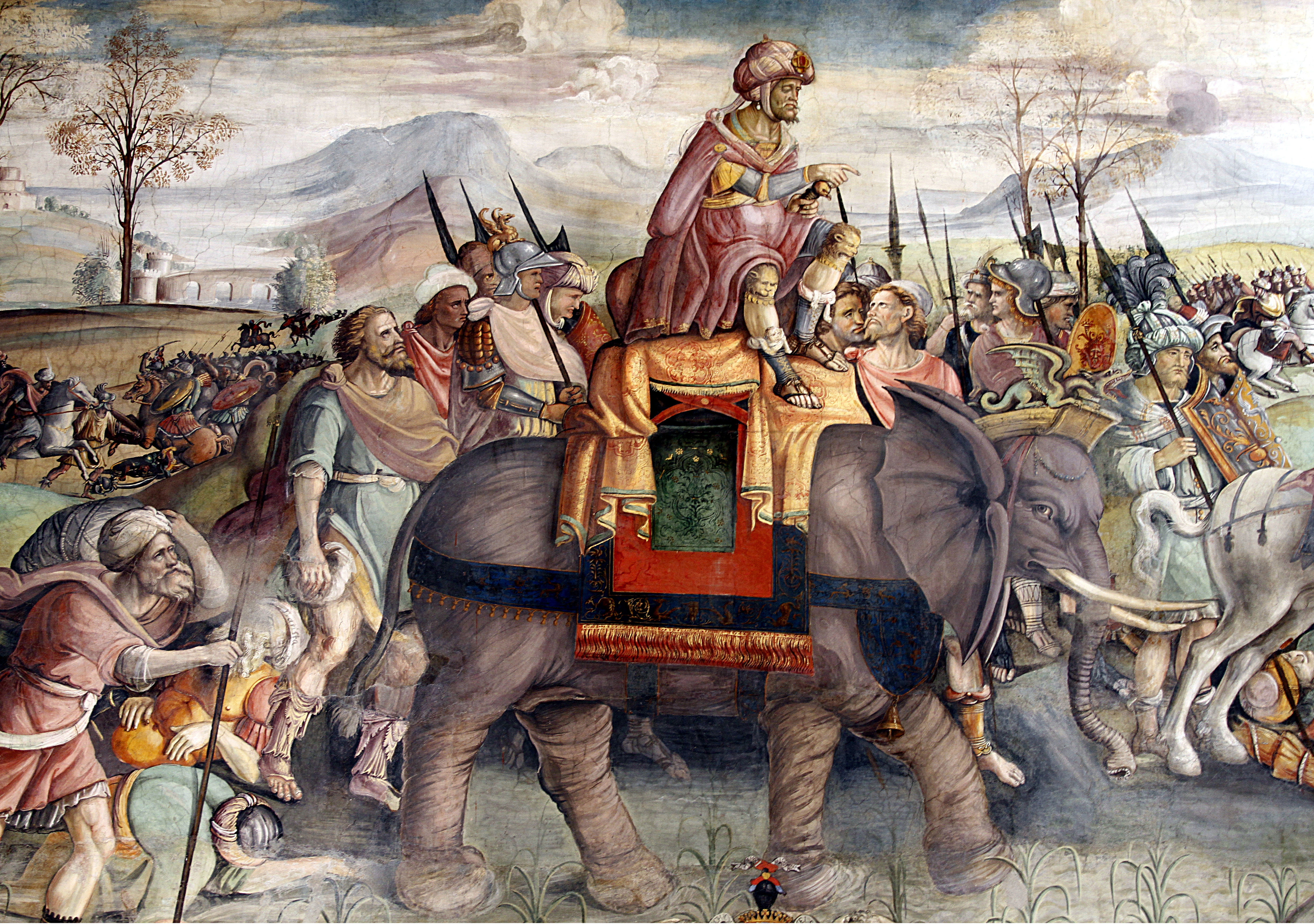
Fresc de 1510, Hanníbal, creuant els Alps amb cavalls i elefants, es mostra com un dels més grans estrategs.

### La Primera Guerra púnica (262 aC - 241 aC)
Començà amb la intervenció de Roma a Sicília, quan s'alià amb els mamertins, que lluitaven contra els cartaginesos a Messina.
La guerra passà al mar, originàriament dominat pels romans, fins que l'èxit de la flota nova, comandada pel cònsol Duïli, àdhuc permeté una expedició sobre la costa cartaginesa a Tunis (256 aC).
Fracassat aquest assaig, la guerra se centrà novament a Sicília, on els romans es consolidaren. La pau (241 aC) posà fi als dominis púnics sicilians, i l'illa esdevingué la primera província romana. Poc després (238 aC), Roma aprofità la revolta dels mercenaris a Cartago per tal de dominar també Sardenya i Còrsega.

### La Segona Guerra púnica (218 aC - 202 aC)

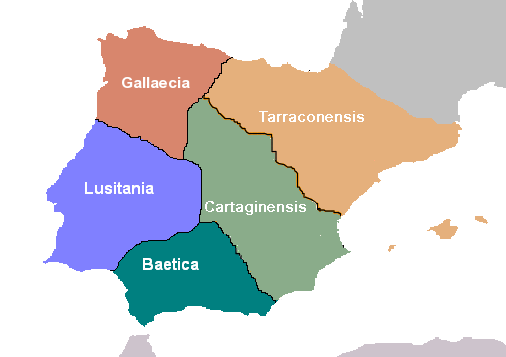
Divisió de la península Ibèrica.

Partí de les bases que els cartaginesos havien establert al sud de la península Ibèrica, especialment a Cartago Nova (Cartagena), per compensar les pèrdues a Sicília.
Hanníbal projectà l'atac directe a Roma, en una expedició per terra. El primer episodi en fou la presa de Sagunt, aliada dels romans, que es defensà aferrissadament. Un cop dominada, Hanníbal, amb un gran exèrcit, travessà els Pirineus i els Alps seguint una ruta molt discutida en els detalls. De fet, els romans l'esperaven a Arle. Penetrà a Itàlia, on aconseguí grans victòries (batalles de Trèbia i Trasimè), però no s'atreví a assetjar Roma i no se li uniren els pobles itàlics dominats pels romans. Es dirigí cap al sud de la península, on tingué una altra gran victòria (Cannas), i s'establí a Càpua. Mentrestant, els romans contraatacaren desembarcant a Empúries (218 aC), des d'on dominaren la costa catalana i després la del sud de l'Ebre fins a Andalusia, i així tallaren el camí de terra entre Cartago i Hanníbal. Liquidat el domini cartaginès a Hispània (206 aC), Publi Corneli Escipió Africà dirigí la guerra al territori de Cartago (204 aC), que Hanníbal va anar a defensar, però fou vençut (batalla de Zama, 202 aC). Roma dominava la Mediterrània occidental i Cartago ja no fou més una potència militar.

### Tercera Guerra púnica (149 aC - 146 aC)
Fou empresa pels romans, que temien una resurrecció del poder de Cartago. Aprofitant la malvolença del rei númida Masinissa I contra els cartaginesos, Roma inicià una guerra d'extermini, que acabà amb la presa de Cartago, després d'una resistència desesperada de l'exèrcit que comandava Escipió Emilià. La ciutat fou arrasada i no ressorgí fins un segle i mig després, ja com a ciutat romana, en temps de Juli Cèsar.

## Antiga Roma
L'antiga Roma va ser la civilització que va sorgir de la ciutat estat de Roma fundada a la península italiana al voltant del segle ix aC. Durant la seva existència -dotze segles-, la civilització romana va evolucionar d'una monarquia a una república oligàrquica i, finalment, a un vast imperi. Va dominar Europa Occidental, el Pròxim Orient i el nord d'Àfrica després de la conquesta i l'assimilació d'aquests territoris i llurs pobles. No obstant això, diversos factors van dur al declivi de l'Imperi Romà. La regió occidental de l'imperi, que incloïa Hispània, Gàl·lia i Itàlia, es va separar i formà l'Imperi Romà d'Occident que, finalment, es dividiria en diversos regnes després de les invasions i conquestes dels pobles germànics. L'Imperi Romà d'Orient va ser governat des de Constantinoble.

### Monarquia

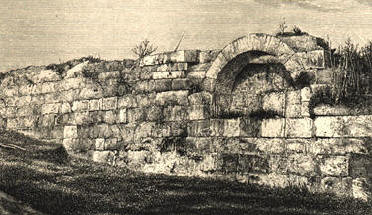
Muralla atribuïda per la tradició al rei Servi Tul·li. Gravat del.

La ciutat de Roma va créixer dels assentaments a la vora del riu Tíber, una cruïlla de tràfic i comerç. D'acord amb l'evidència arqueològica, la vila de Roma va ser fundada probablement durant el segle ix aC per dos membres de les tribus centrals italianes: els llatins i els sabins. Durant aquest període, Roma va ser governada per una successió de set reis que hi exercien un poder gairebé absolut malgrat l'existència de les assemblees romanes i el Senat. L'últim rei, Tarquí el Superb, va ser deposat i exiliat el 510 aC, després d'haver comès seriosos abusos. El Senat va determinar que cap altre rei governaria Roma i es va establir el sistema republicà.

### República romana

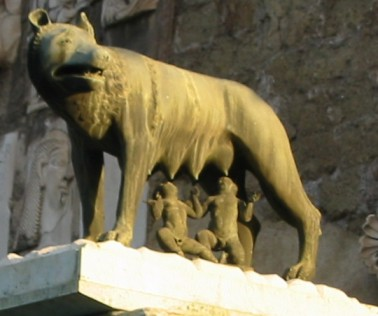
Ròmul i Rem sota la Lloba Capitolina

La República romana va ser establerta el 509 aC, amb un sistema de magistrats electes anualment. Els més importants eren els dos cònsols, que exercien l'autoritat executiva anomenada imperium, i el comandament militar. Tanmateix, els cònsols havien de contendre amb el Senat, originalment un consell de la noblesa (els patricis), que creixeria en grandària i poder amb el temps. Originalment, només els patricis podien ser magistrats, però després es va permetre l'entrada del poble comú, o els plebeus.
Els romans van sotmetre gradualment els altres pobles de la península italiana, incloent-hi els etruscs. Els romans van assegurar les seves conquestes fundant colònies en àrees estratègiques i establint un control estable de les regions. Durant la segona meitat del segle iii aC, Roma es va enfrontar amb Cartago en la primera de les guerres púniques. Aquestes guerres van permetre la conquesta dels primers territoris fora de la península Itàlica, Sicília i Ibèria, consolidant Roma com a potència imperial. Després de la derrota del Regne de Macedònia i de l'Imperi Selèucida al segle ii aC, els romans es van convertir en el poble dominant del mar Mediterrani.
Tanmateix, el poder exterior va dur a les disputes interiors. Els senatores es van enriquir a costa de les províncies, però els soldats, majoritàriament pagesos, es trobaven lluny de llurs llars i no podien treballar la terra; va augmentar el nombre d'esclaus estrangers. Les despulles de la guerra, el mercantilisme amb les noves províncies, i els impostos sobre l'agricultura van produir una nova oportunitat de riquesa per a les classes baixes, i es formà una nova classe de comerciants: l'orde eqüestre. Encara que els eqüestres tenien molts recursos, encara eren considerats membres de la classe baixa, els plebeus, i per tant, no podien accedir al poder polític. El Senat renyia constantment, bloquejant les reformes agràries i no va donar als eqüestres una veu en el govern. Grups violents dels desocupats, controlats per senadors rivals, intimidaven els votants violentament. La situació va esclatar a finals del segle ii aC amb els germans Gracs, dos tribuns que tractaven d'aprovar una reforma agrària que redistribuïa les terres dels patricis entre els plebeus. Ambdós van ser morts, però el Senat va aprovar algunes de llurs reformes per tal d'apaivagar els plebeus i la classe eqüestre. Negar la ciutadania romana a les ciutats aliades italianes va dur a la Guerra Social del 91 al 88 aC. Les reformes militars de Gai Màrius van augmentar la lleialtat dels soldats al comandant però no pas a la ciutat. Això culminaria amb la dictadura brutal de Luci Corneli Cinna, del 81 al 79 aC.
A mitjans del segle i aC, tres homes, Juli Cèsar, Pompeu i Cras, van fer un pacte secret, el primer triumvirat, per controlar la república. Després de la conquesta de la Gàl·lia de Cèsar, l'estancament de les relacions entre aquest i el Senat va produir una guerra civil en què Pompeu encapçalava les forces del Senat. Cèsar va sortir-ne victoriós i va ser declarat dictador vitalici. El 44 aC, Cèsar va ser assassinat pels senadors, que temien la restauració de la monarquia, i un segon triumvirat, integrat per l'hereu designat de Cèsar, August i els seus ajudants, Marc Antoni i Lèpid, va prendre el poder. Tanmateix, aquesta aliança es va desintegrar amb una lluita pel poder. Lèpid va ser exiliat i quan August va derrotar Marc Antoni i Cleòpatra VII d'Egipte en la batalla d'Àccium, el 31 aC, es va convertir en el governador indiscutible de Roma.

### Imperi Romà

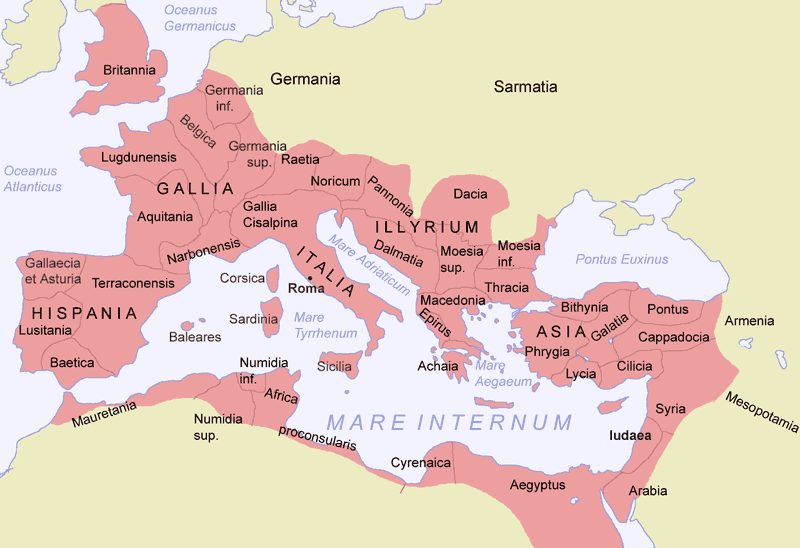
Màxima expansió de l'Imperi Romà amb Trajà.

Amb la derrota dels seus enemics, August va prendre el poder absolut, conservant només una imatge de la forma republicana de govern. El seu successor designat, Tiberi, va prendre el poder sense guerra ni sang, i establí una dinastia que acabaria amb la mort de Neró, el 68 dC. L'expansió territorial de l'imperi va continuar; l'estat es va afermar, malgrat la perspectiva que el poble tenia dels emperadors com a corruptes. El govern de Neró va ser succeït per la dinastia Flàvia. Durant el regnat dels Cinc bons emperadors (del 96 al 108 dC), l'imperi va arribar al seu zenit territorial, econòmic i cultural. L'estat podia defensar-se de qualsevol amenaça interna i externa i l'imperi va prosperar durant el període conegut com la Pax romana ("pau romana"). Amb la conquesta de Dàcia durant el regnat de Trajà, l'imperi va assolir la màxima expansió territorial: el domini romà abastava 2,5 milions de quilòmetres quadrats.
El període del 180 al 235 va ser dominat per la dinastia Severa. Va ser un període de governants incompetents. La creixent influència de l'exèrcit en la successió imperial va produir un col·lapse imperial conegut com la Crisi del segle iii. Aquesta crisi va acabar amb el govern de Dioclecià, que el 293 va dividir l'imperi en dos, governats per una tetrarquia integrada per dos coemperadors i dos col·legues. El 330, l'emperador Constantí va establir la capital de l'imperi a Constantinoble i, el 364, l'imperi va ser formalment i permanentment dividit entre l'Imperi Romà d'Orient i l'Imperi Romà d'Occident.
L'imperi d'Occident va ser constantment atacat per les invasions barbàriques al llarg dels segles. El 410, Roma va ser saquejada i el 4 de setembre del 476, el cap germànic Odoacre va deposar Ròmul Augústul, l'últim emperador romà. Així, després de 1.200 anys, el govern de Roma va finalitzar. L'imperi d'Orient, però, va sobreviure fins a la conquesta de Constantinoble, el segle xv.

### Caiguda de l'Imperi Romà

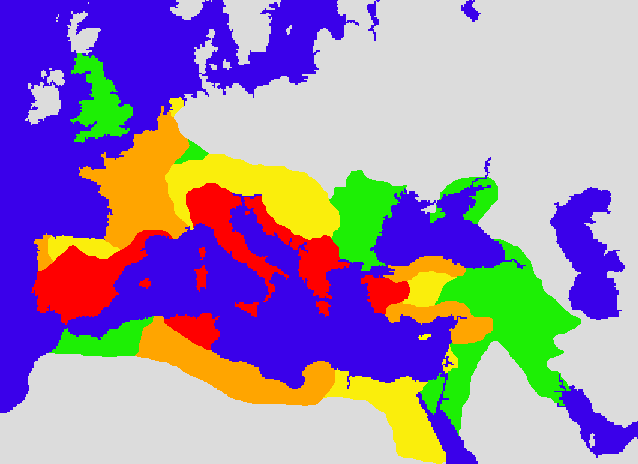
Mapa de l'Imperi Romà l'any 133 aC (vermell), 44 aC (taronja), 14 dC (groc), i 117 dC (verd).

La caiguda de l'Imperi Romà és el procés de decadència que va portar a la fragmentació de l'Imperi Romà d'Occident l'any 476.
Cap al segle iv, Roma seguia dominant un extens imperi, que tenia com a eix el mar Mediterrani. La civilització romana s'estenia des del Rin i el Danubi fins al Sàhara, des de l'occident d'Hispània fins a Mesopotàmia.
El triomf del cristianisme, que va ser convertit en religió oficial per l'emperador Teodosi I el Gran a finals del segle iv, consolidava encara més aquesta unitat. Però, en aquell moment, aquest immens imperi patia una greu crisi que, a la llarga, acabaria amb la seva existència. Era un gegant cansat després de diversos segles d'expansió i esforços.
Alguns símptomes d'aquesta decadència eren:
- La corrupció dels alts càrrecs de l'Administració.
- La passivitat de la ciutadania davant problemes i obligacions.
- El retrocés del comerç per l'excés d'impostos que havien de pagar els comerciants i artesans.
- La decadència de les ciutats, abandonades per les classes altes, instal·lades a les seves vil·les d'esbarjo.
- Crisi de la classe mitjana, aclaparada per les pressions fiscals.
- Un greu descens demogràfic.

L'exèrcit es conservava encara fort, malgrat que era cada vegada més freqüent l'allistament de germànics, que ocupaven fins i tot alts càrrecs de comandament.
A part d'aquesta situació, ja de per si greu, una forta amenaça assetjava Roma. Es tractava de la pressió que sobre els seus limes o fronteres feien els pobles germànics. La derrota i mort soferta per l'emperador d'Orient Valent l'any 378 enfront dels visigots, en la Batalla d'Adrianòpolis, va ser un seriós avís.
El seu successor, Teodosi I el gran (379-395), tenia a les mans la difícil empresa d'injectar nova vida a l'imperi, i la seva gestió va ser afortunada. Va aconseguir detenir la temuda allau germànica i, de la seva època, es parla com d'un "renaixement teodosià". Però quan va morir tot va seguir com abans, i fins i tot es va agreujar.
Per realitzar millor la defensa i administració de l'imperi, Teodosi el va dividir entre els seus dos fills, donant a Flavi Honori Occident i a Arcadi l'Orient. No obstant això, aquesta decisió va significar el trencament decisiu de la unitat romana, en seguir els dos territoris destins molt diferents. L'Imperi d'Orient, salvat de la invasió germànica, viurà, amb el nom d'Imperi Romà d'Orient, mil anys més que el d'Occident, que sucumbirà l'any 476.

## Mapes de l'edat antiga

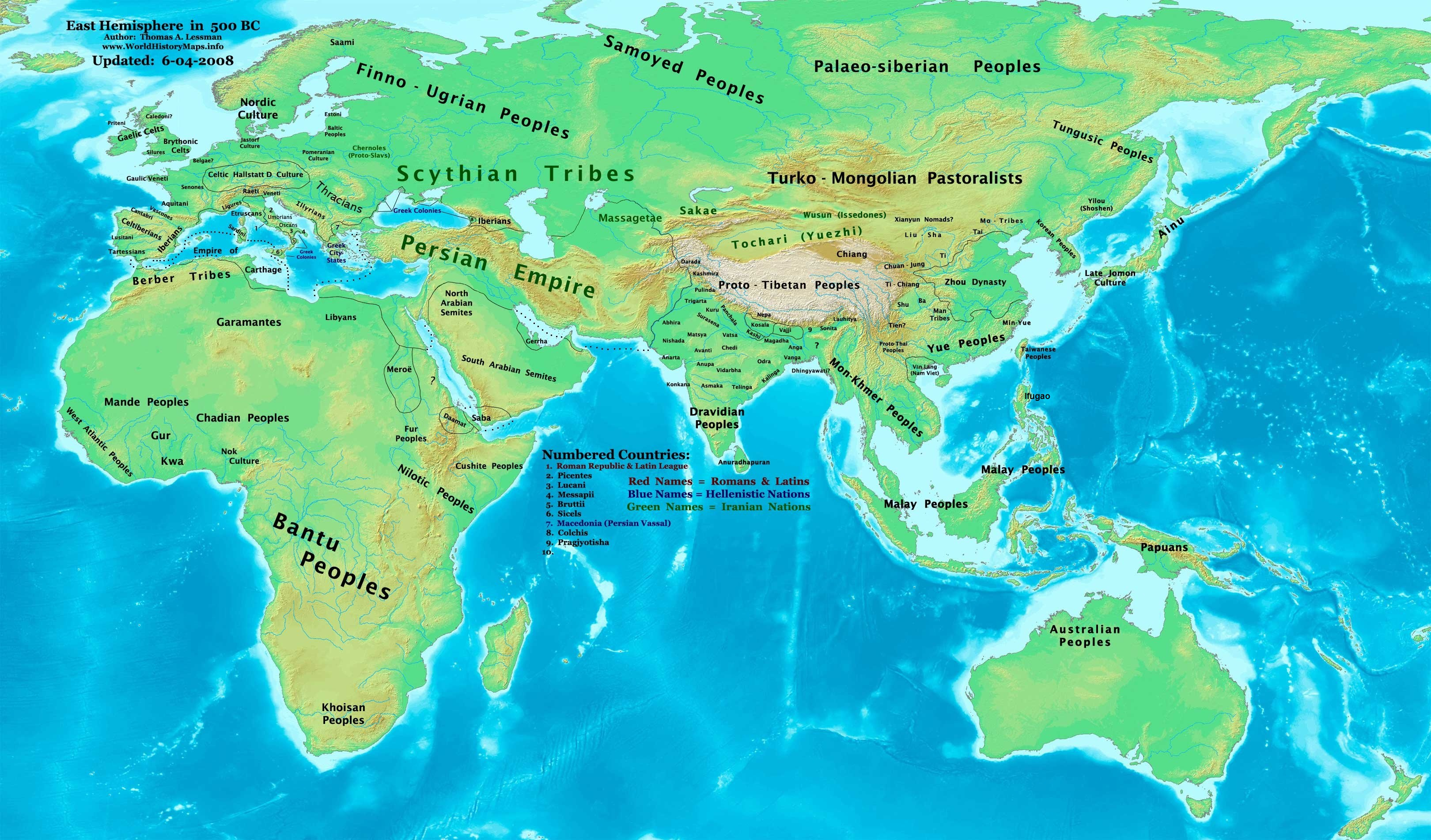
El Vell Món al

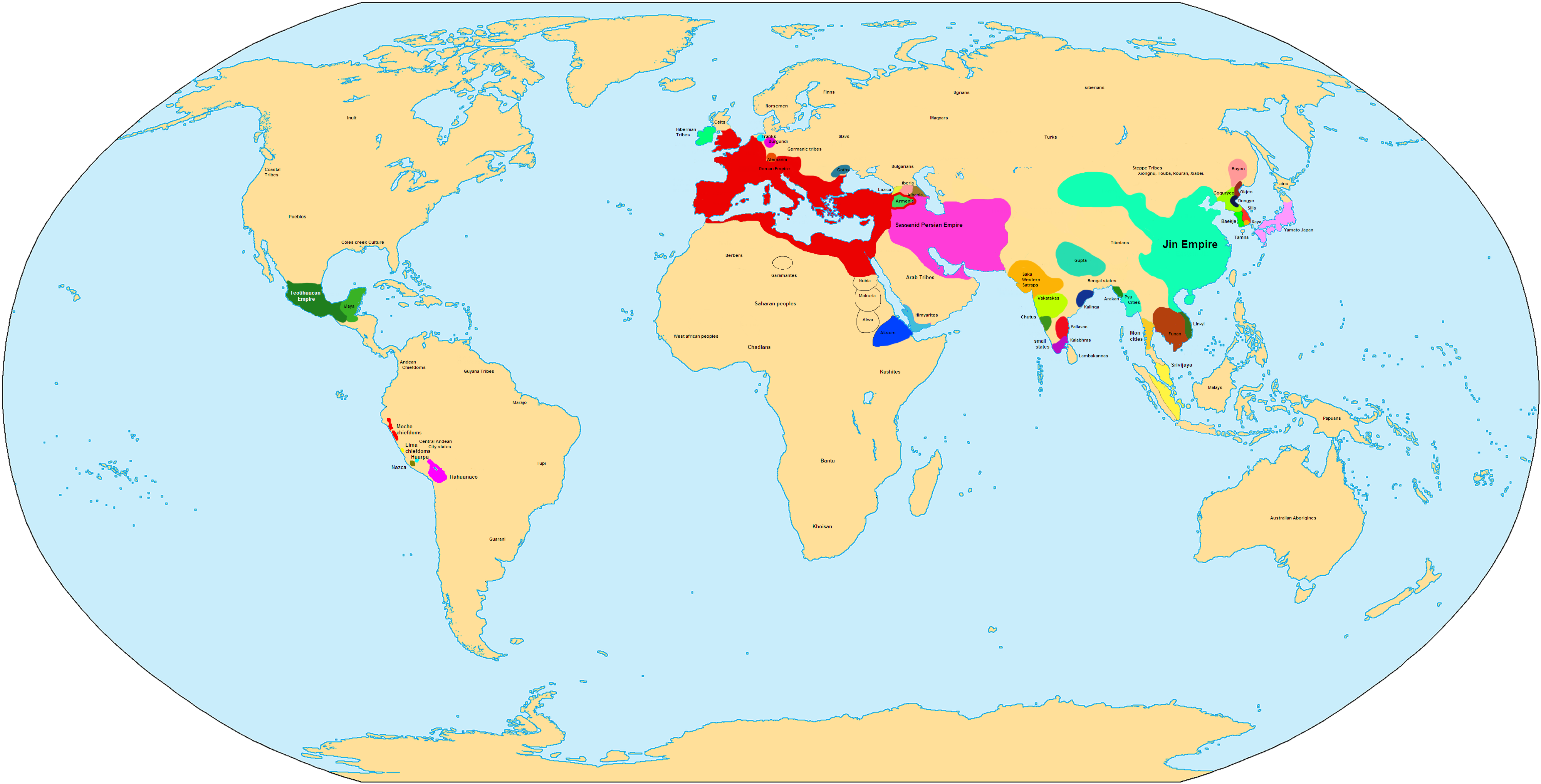
Extensió de les diferents civilitzacions de l'any 300 dC